# Вандамен
Вандамен (индон. Wandamen) — папуасская народность в Индонезии, населяющая западные районы острова Новая Гвинея — западный берег залива Чендравасих (Гелвинк) и побережье Берау.

## Общие сведения
Численность 15 тыс. человек. Говорят на языке вандамен южнохальмахерско-западноновогвинейской группы австронезийской семьи.
Большинство вандамен — христиане (протестанты-реформаты).

## Культура и быт
Основные занятия — добыча саго и рыболовство, земледелие неизвестно. По культуре близки биак и варопен.

### Поселение
Поселение рядовое, вытянуто вдоль берега. Дома каркасные, на высоких сваях, стоят на прибойной полосе. Стены и крыша покрыты дранкой из черенков листьев саговой пальмы.

### Одежда
Традиционная одежда — набедренная повязка из лубяной ткани, вытесняется европейской одеждой.

### Пища
Основная пища — варёный саговый крахмал, свежая, сушёная рыба, кислые рыбные соусы.